# Graydon Nicholas
Pour les articles homonymes, voir Nicholas.
Graydon Nicholas, né en 1946, est un magistrat et un homme politique canadien. Il est lieutenant-gouverneur du Nouveau-Brunswick au Canada de 2009 à 2014.

## Biographie
Il est originaire de Tobique, une réserve malécite du Nouveau-Brunswick.